# 小行星2681
小行星2681（2681 Ostrovskij）是一颗围绕太阳公转的小行星。1975年11月2日，塔瑪拉·斯米爾諾娃在克里米亚发现了此天体。
該小行星以蘇聯作家尼古拉·奧斯特洛夫斯基命名。
这颗小行星的绝对星等为60.80696992114677等。